# Hippurarctia vicini
Hippurarctia vicini är en fjärilsart som beskrevs av Sergius G. Kiriakoff 1953. Hippurarctia vicini ingår i släktet Hippurarctia och familjen björnspinnare. Inga underarter finns listade i Catalogue of Life.